# Euryprosthius rubromarginata
Euryprosthius rubromarginata är en insektsart som först beskrevs av William Lucas Distant 1917.  Euryprosthius rubromarginata ingår i släktet Euryprosthius och familjen Flatidae. Inga underarter finns listade i Catalogue of Life.